# Missões diplomáticas do Líbano

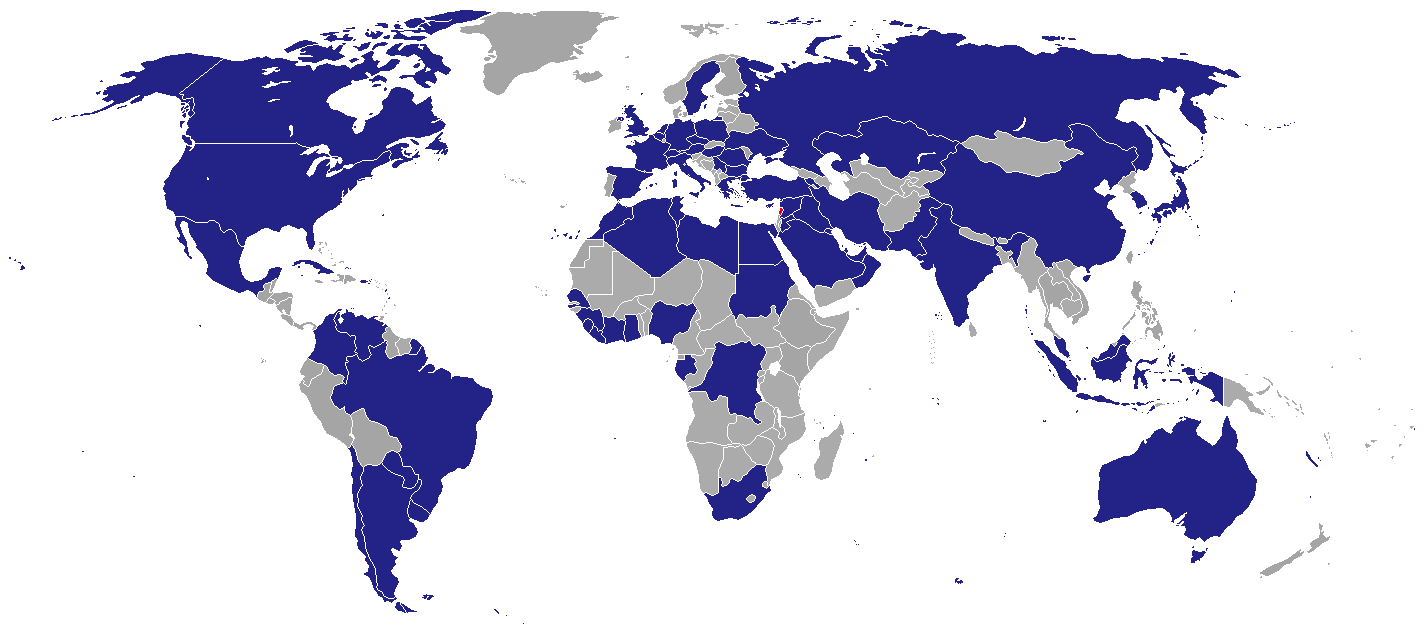
Missões diplomáticas do Líbano

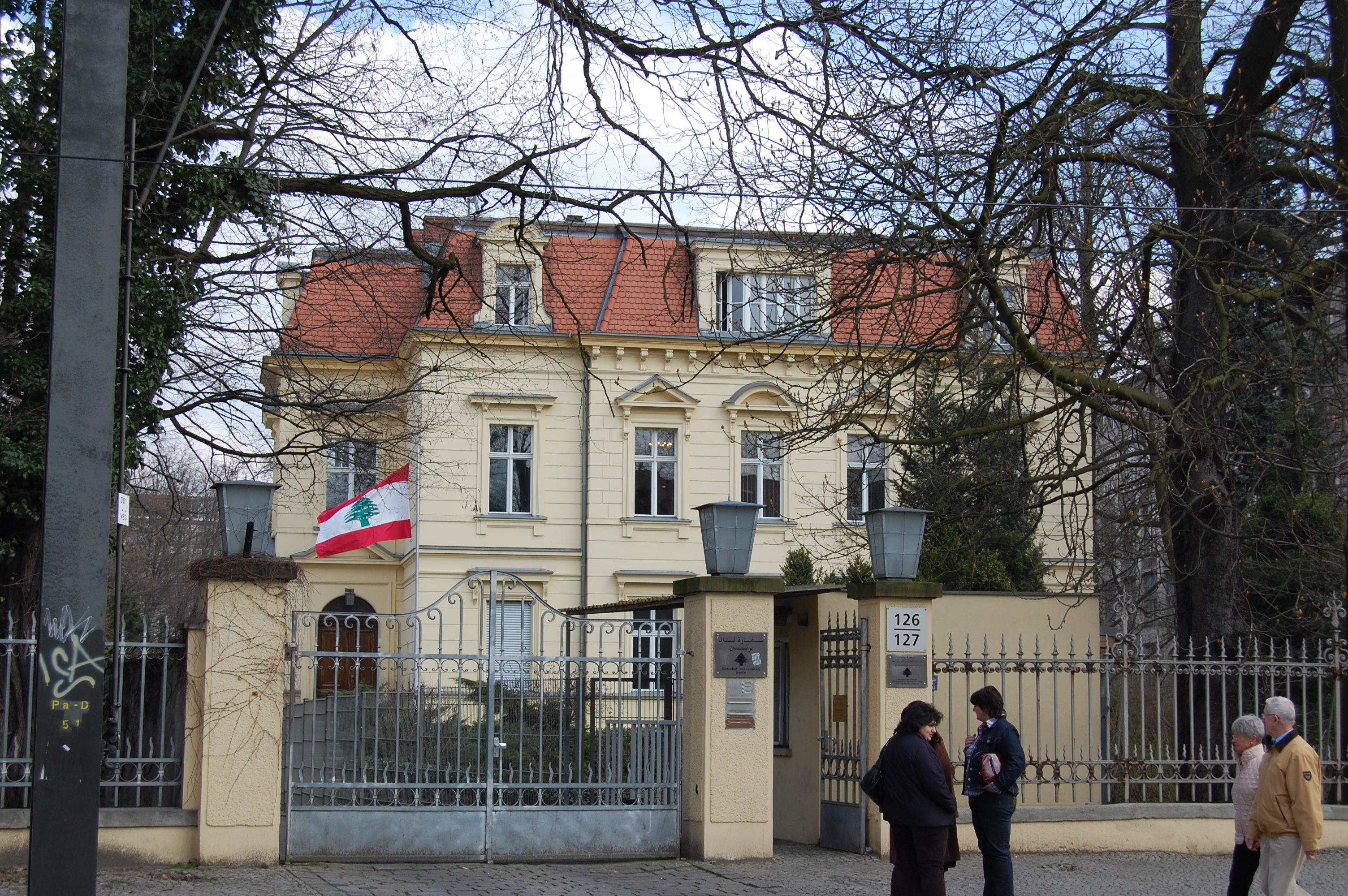
Embaixada do Líbano em Berlim

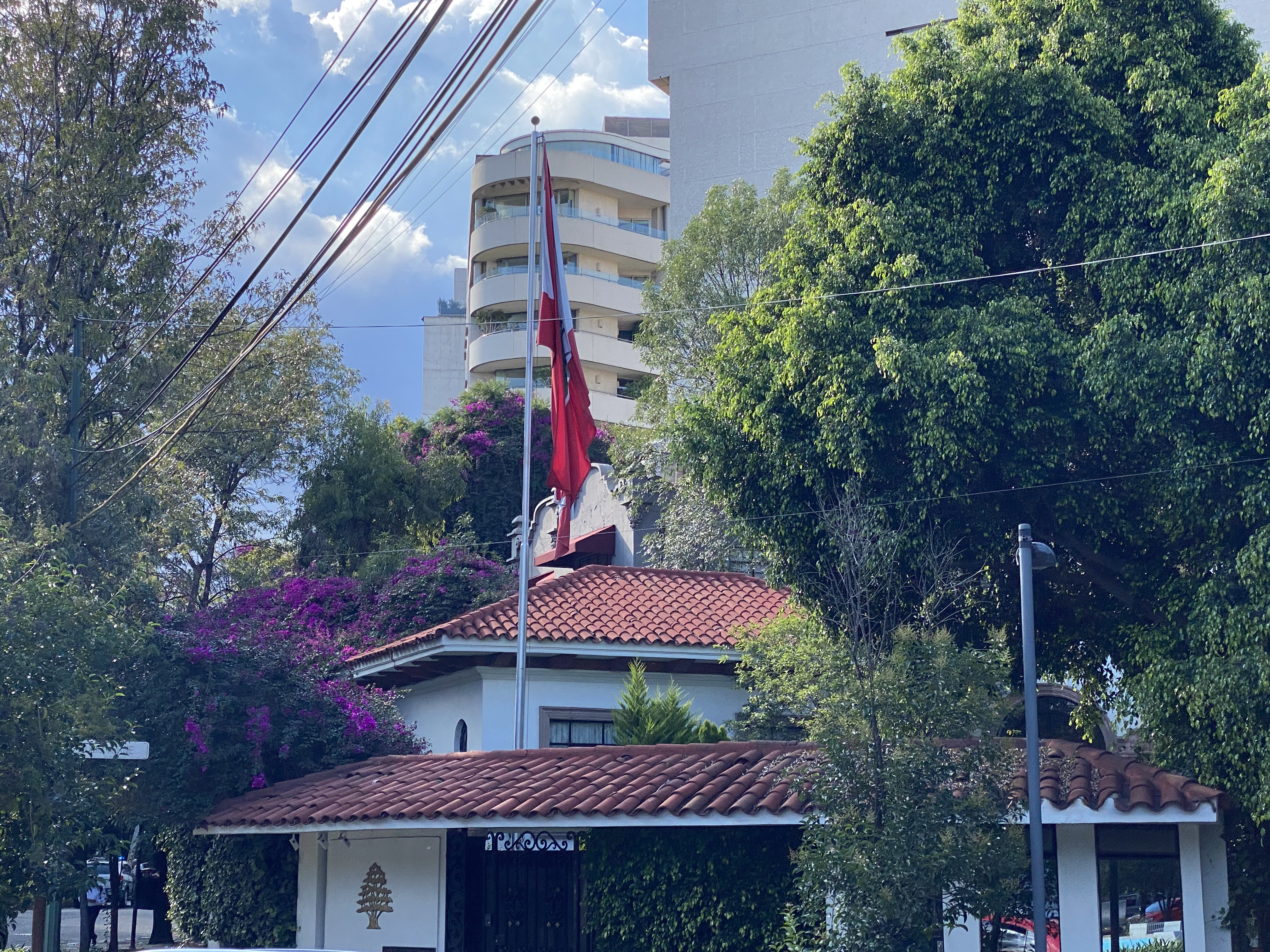
Embaixada do Líbano na Cidade do México

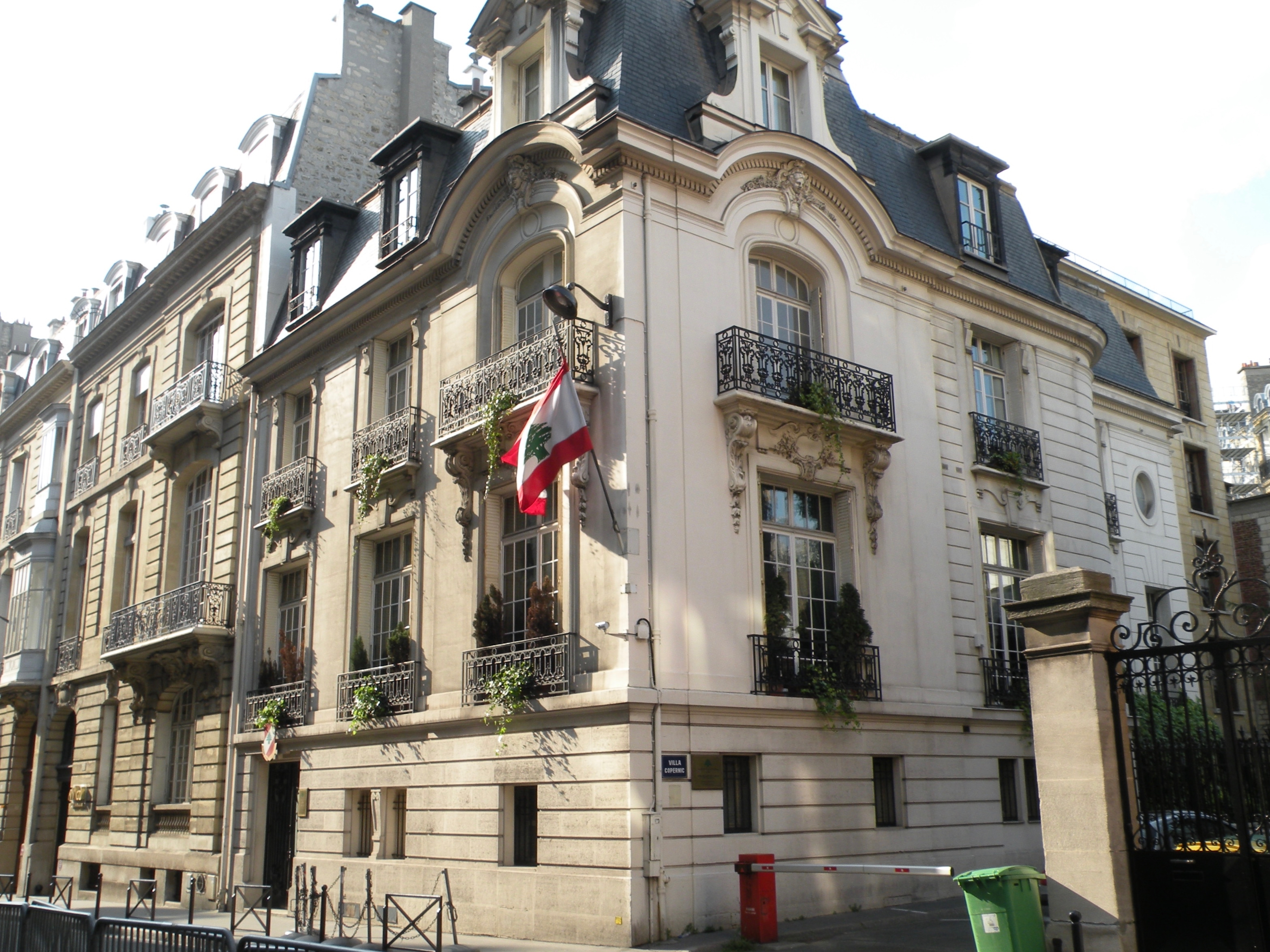
Embaixada do Líbano em Paris

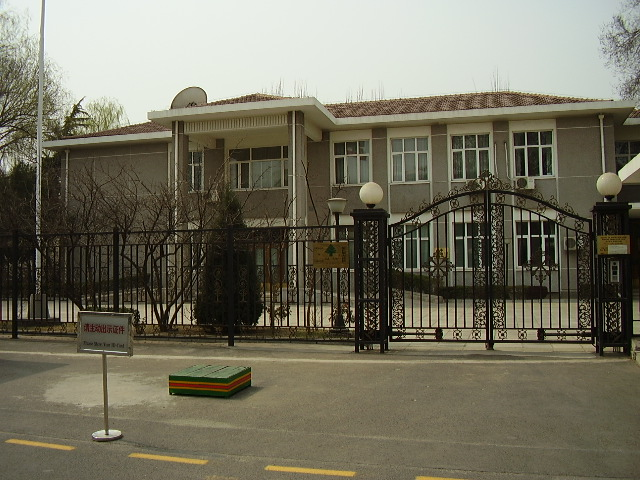
Embaixada do Líbano em Pequim

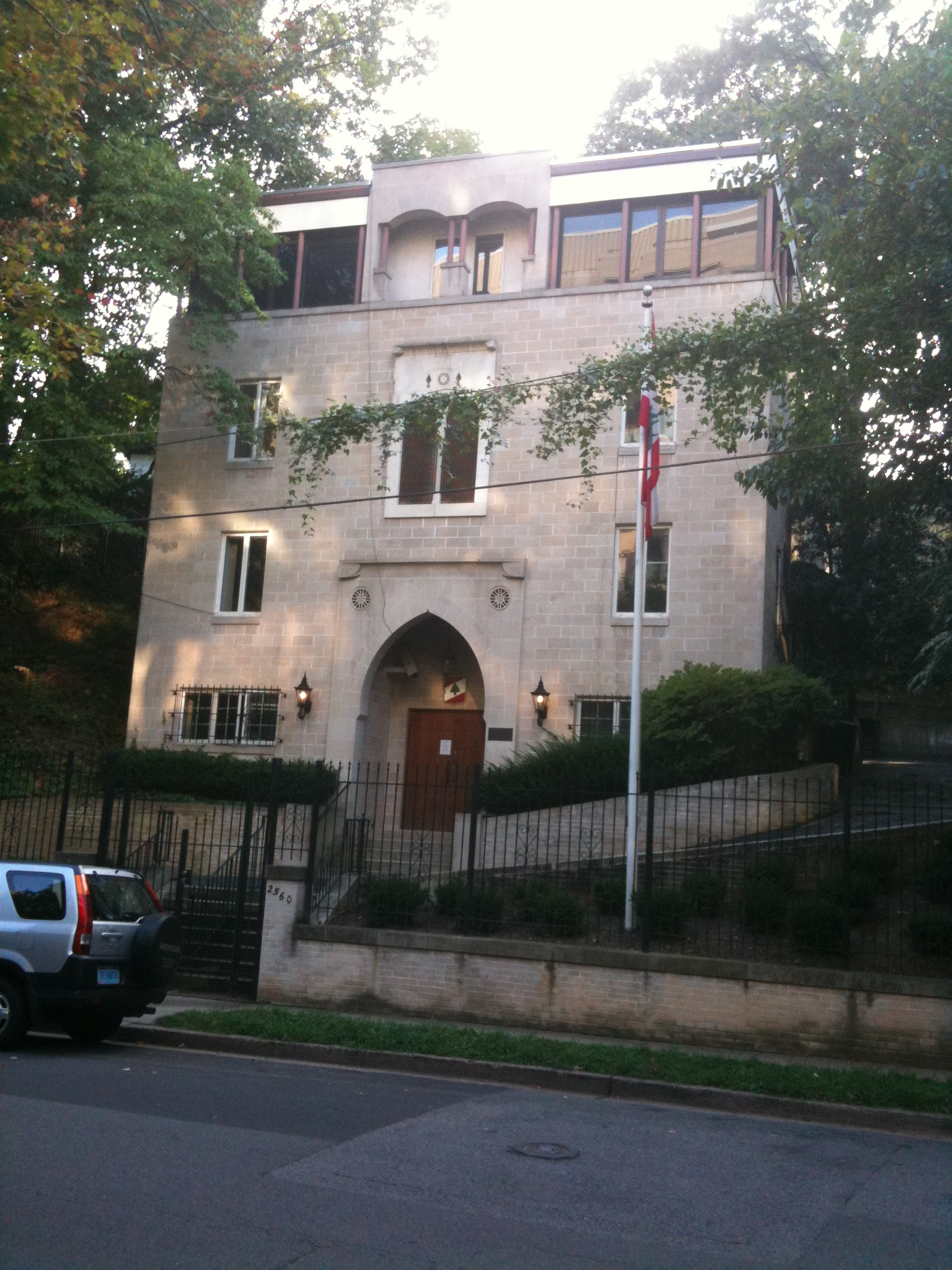
Embaixada do Líbano em Washington, D.C.

Abaixo se encontram as embaixadas e consulados do Líbano, exceto os consulados honorários:

## Europa
- Alemanha
  - Berlim (Embaixada)
- Armênia
  - Erevan (Embaixada)
- Áustria
  - Viena (Embaixada)
- Bélgica
  - Bruxelas (Embaixada)
- Bulgária
  - Sófia (Embaixada)
- Chipre
  - Nicósia (Embaixada)
- Espanha
  - Madrid (Embaixada)
- França
  - Paris (Embaixada)
  - Marselha (Consulado-Geral)
- Grécia
  - Atenas (Embaixada)
- Hungria
  - Budapeste (Embaixada)
- Itália
  - Roma (Embaixada)
  - Milão (Consulado-Geral)
- Países Baixos
  - Haia (Embaixada)
- Polónia
  - Varsóvia (Embaixada)
- Reino Unido
  - Londres (Embaixada)
- Chéquia
  - Praga (Embaixada)
- Roménia
  - Bucareste (Embaixada)
- Rússia
  - Moscou (Embaixada)
- Vaticano
  - Vaticano (Embaixada)
- Sérvia
  - Belgrado (Embaixada)
- Suécia
  - Estocolmo (Embaixada)
- Suíça 
  - Berna (Embaixada)
- Ucrânia
  - Kiev (Embaixada)

## América
- Argentina
  - Buenos Aires (Embaixada)
- Brasil
  - Brasília (Embaixada)
  - Rio de Janeiro (Consulado-Geral)
  - São Paulo (Consulado-Geral)
- Canadá
  - Ottawa (Embaixada)
  - Montreal (Consulado-Geral)
- Chile
  - Santiago (Embaixada)
- Colômbia
  - Bogotá (Embaixada)
- Cuba
  - Havana (Embaixada)
- Estados Unidos
  - Washington, D.C. (Embaixada)
  - Detroit (Consulado-Geral)
  - Los Angeles (Consulado-Geral)
  - Nova Iorque (Consulado-Geral)
- México
  - Cidade do México (Embaixada)
- Paraguai
  - Assunção (Embaixada)
- Uruguai
  - Montevidéu (Embaixada)
- Venezuela
  - Caracas (Embaixada)

## Oriente Médio
- Arábia Saudita
  - Riade (Embaixada)
  - Jidá (Consulado-Geral)
- Bahrein
  - Manama (Embaixada)
- Emirados Árabes Unidos
  - Abu Dhabi (Embaixada)
  - Dubai (Consulado-Geral)
- Iêmen
  - Sana (Embaixada)
- Irão
  - Teerã (Embaixada)
- Iraque
  - Bagdá (Embaixada)
- Jordânia
  - Amã (Embaixada)
- Kuwait
  - Cidade do Kuwait (Embaixada)
- Omã
  - Mascate (Embaixada)
- Catar
  - Doha (Embaixada)
- Síria
  - Damasco (Embaixada)
- Turquia
  - Ancara (Embaixada)
  - Istambul (Consulado-Geral)

## África
- Argélia
  - Argel (Embaixada)
- Costa do Marfim
  - Abidjan (Embaixada)
- Egito
  - Cairo (Embaixada)
  - Alexandria (Consulado-Geral)
- Gabão
  - Libreville (Embaixada)
- Gana
  - Acra (Embaixada)
- Guiné
  - Conakry (Embaixada)
- Libéria
  - Monróvia (Embaixada)
- Líbia
  - Trípoli (Embaixada)
- Marrocos
  - Rabat (Embaixada)
- Nigéria
  - Abuja (Embaixada)
  - Lagos (Consulado-Geral)
- República Democrática do Congo
  - Kinshasa (Embaixada)
- Senegal
  - Dakar (Embaixada)
- Serra Leoa
  - Freetown (Embaixada)
- África do Sul
  - Pretória (Embaixada)
- Sudão
  - Cartum (Embaixada)
- Tunísia
  - Túnes (Embaixada)

## Ásia
- Cazaquistão
  - Astana (Embaixada)
- China
  - Pequim (Embaixada)
- Coreia do Sul
  - Seul (Embaixada)
- Índia
  - Nova Deli (Embaixada)
- Indonésia
  - Jacarta (Embaixada)
- Japão
  - Tóquio (Embaixada)
- Malásia
  - Kuala Lumpur (Embaixada)
- Paquistão
  - Islamabad (Embaixada)

## Oceania
- Austrália
  - Camberra (Embaixada)
  - Melbourne (Consulado-Geral)
  - Sydney (Consulado-Geral)

## Organizações Multilaterais
- Bruxelas (Missão Permanente do Líbano ante a União Europeia)
- Cairo (Missão Permanente do Líbano ante a Liga Árabe)
- Genebra (Missão Permanente do Líbano ante as Nações Unidas e outras organizações internacionais)
- Nova Iorque (Missão Permanente do Líbano ante as Nações Unidas)
- Paris (Missão Permanente do Líbano ante a Unesco)
- Roma (Missão Permanente do Líbano ante a Organização das Nações Unidas para Agricultura e Alimentação)